# DOA (chanson)
Pour les articles homonymes, voir DOA.
Singles de Foo Fighters
Best of You
(2005) Resolve
(2005)
DOA est le deuxième single du groupe de rock Foo Fighters issu de l'album In Your Honor sorti en 2005.

## Liste des titres
Toutes les chansons sont écrites et composées par Dave Grohl, Taylor Hawkins, Nate Mendel, Chris Shiflett.
| 1. | DOA                            | 4:13 |
| 2. | I Feel Free (reprise de Cream) | 2:56 |

| 1. | DOA                            | 4:13 |
| 2. | Skin and Bones                 | 3:35 |
| 3. | I Feel Free (reprise de Cream) | 2:56 |
| 4. | Best of You (vidéo)            |      |

| 1. | DOA                     | 4:13 |
| 2. | Razor (live acoustique) | 4:48 |

## Charts
| Chart (2005)                | Position |
| --------------------------- | -------- |
| Australian Singles Chart    | 39       |
| Dutch Singles Chart         | 86       |
| Eurochart Hot 100 Singles   | 83       |
| New Zealand Singles Chart   | 34       |
| UK Singles Chart            | 25       |
| UK Rock and Metal Chart     | 1        |
| U.S. Billboard Hot 100      | 68       |
| U.S. Hot Modern Rock Tracks | 1        |

## Certifications
| Pays              | Certification | Unités certifiées |
| ----------------- | ------------- | ----------------- |
| États-Unis (RIAA) | Or            | 500 000           |

## Membres du groupe lors de l'enregistrement de la chanson
- Dave Grohl - chant, guitare
- Chris Shiflett - guitare
- Nate Mendel - basse
- Taylor Hawkins - batterie